# Pará
Pará is een van de 26 deelstaten van Brazilië.
De staat met de standaardafkorting PA heeft een oppervlakte van ca. 1.247.955 km² en ligt in de regio Noord. Pará grenst aan Guyana, Suriname en de staat Amapá in het noorden, de Atlantische Oceaan in het noordoosten, Maranhão in het oosten, Tocantins in het zuidoosten, Mato Grosso in het zuiden en zuidwesten, Amazonas in het westen en Roraima in het noordwesten. In 2017 had de staat 8.366.628 inwoners. De hoofdstad is Belém.
Pará is grotendeels bedekt met tropisch regenwoud.

## Bestuurlijke indeling
De deelstaat Pará is ingedeeld in 6 mesoregio's, 22 microregio's en 140 gemeenten.

## Grootste steden
In orde van grootte:
| Stad                                            | Inwoners  |
| ----------------------------------------------- | --------- |
| Belém                                           | 1.452.275 |
| Ananindeua                                      | 516.057   |
| Santarém                                        | 296.302   |
| Marabá                                          | 271.594   |
| Parauapebas                                     | 202.356   |
| Castanhal                                       | 195.253   |
| Abaetetuba                                      | 153.380   |
| Cametá                                          | 134.100   |
| Marituba                                        | 127.858   |
| Bragança                                        | 124.184   |
| Barcarena                                       | 121.190   |
| Altamira                                        | 111.435   |
| Tucuruí                                         | 110.516   |
| Paragominas                                     | 110.026   |
| Breves                                          | 99.896    |
| Itaituba                                        | 98.523    |
| Redenção                                        | 82.464    |
| Moju                                            | 79.825    |
| Oriximiná                                       | 71.078    |
| Capanema                                        | 67.150    |
| Tomé-Açu                                        | 61.709    |
| Igarapé-Miri                                    | 60.994    |
| Viseu                                           | 59.735    |
| Monte Alegre                                    | 56.466    |
| Acará                                           | 54.096    |
| Capitão Poço                                    | 52.839    |
| Itupiranga                                      | 51.835    |
| Uruará                                          | 44.258    |
| Bron: (pt) IBGE - Populatie volgens census 2017 |           |

## Economie

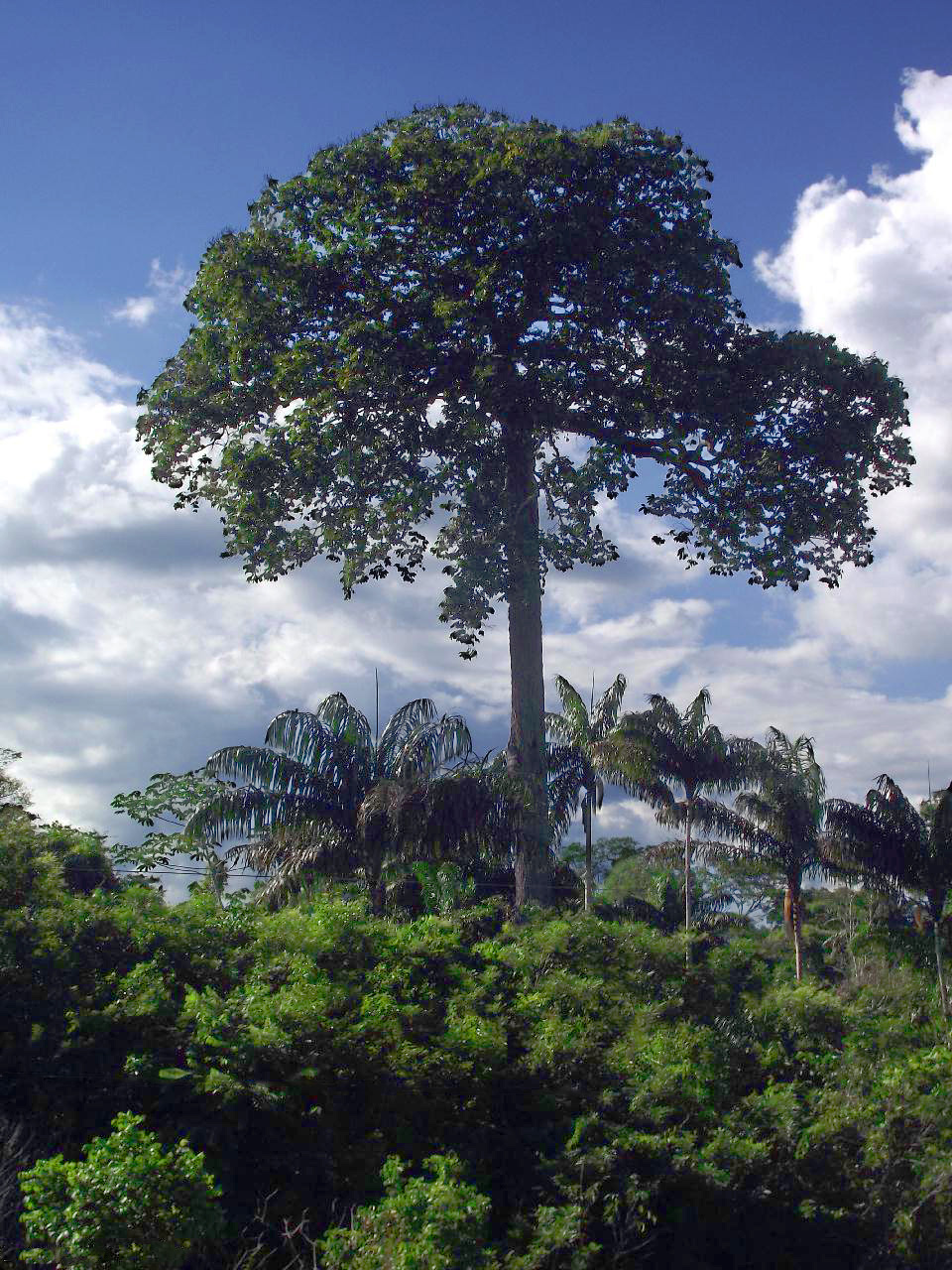
Kastanjeboom in Marabá, Pará

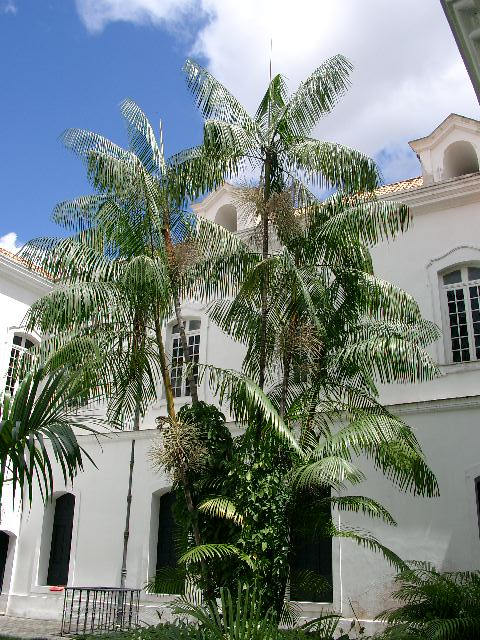
Açaíboom in de tuin van Palácio Lauro Sodré in Belém, Pará

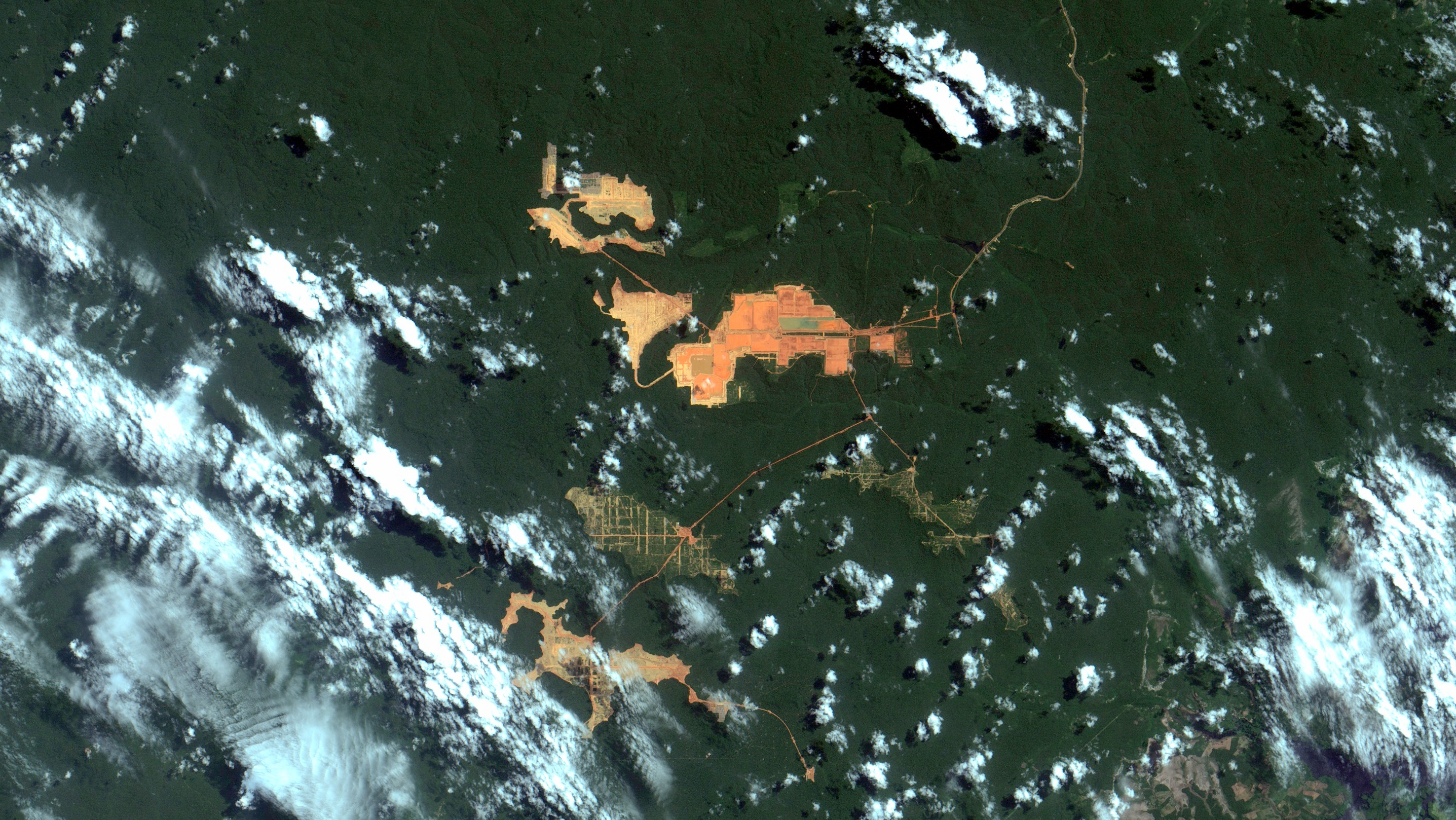
Extractie van bauxiet in Pará

De dienstensector is de grootste component van BBP met 40,9%, gevolgd door de industriële sector met 36,3%. Landbouw vertegenwoordigt 22,8% van BBP (2004). Pará exporteert ijzererts 31,1%, aluminium 22,2%, hout 13,5%, erts van aluminium 8,3%, andere erts 7,9 % (2002), wat neerkomt op 1,8% van de Braziliaanse economie (2005).
Pará is de grootste producent van cassave, açaí, ananas en cacao van Brazilië en is een van de grootste in Brazilië in de productie van zwarte peper (2e plaats), kokosnoot (3e plaats) en banaan (6e plaats).
In de productie van cassave produceerde Brazilië in 2018 in totaal 17,6 miljoen ton. Pará was de grootste producent van het land, met 3,8 miljoen ton.
In 2019 produceerde Pará 95% van açaí in Brazilië. De staat verhandelde meer dan 1,2 miljoen ton van het fruit, met een waarde van meer dan 1,5 miljard dollar, ongeveer 3% van het bbp van de staat.
In 2018 was Pará de grootste Braziliaanse producent van ananas, met 426 miljoen geoogste vruchten op bijna 19 duizend hectare. In 2017 was Brazilië de derde grootste producent ter wereld (bijna 1,5 miljard fruit geoogst op ongeveer 60 duizend hectare). Het is het vijfde meest gecultiveerde fruit in het land. Het zuidoosten van Pará heeft 85% van de staatsproductie: de gemeenten Floresta do Araguaia (76,45%), Conceição do Araguaia (8,42%) en Salvaterra (3,12%) voerden dit jaar de ranglijst aan. Floresta do Araguaia heeft ook de grootste geconcentreerde fruitsapindustrie in Brazilië en exporteert naar de Europese Unie, de Verenigde Staten en Mercosur.
Pará is ook een van de grootste Braziliaanse producenten van kokos. In 2019 was het de derde grootste producent van het land, met 191,8 miljoen geoogste vruchten, de tweede alleen voor Bahia en Ceará.
Pará is de op een na grootste Braziliaanse producent van zwarte peper, met 34 duizend ton geoogst in 2018.
De paranoot is altijd een van de belangrijkste extractieproducten in Noord-Brazilië geweest, met inzameling op de bosbodem. In de afgelopen decennia is echter de commerciële teelt van paranoten ontstaan. Er zijn al percelen met meer dan 1 miljoen kastanjebomen voor grootschalige productie. De jaarlijkse productiegemiddelden in Brazilië varieerden tussen 20.000 en 40.000 ton per jaar in 2016.
Bij de productie van cacao concurreert Pará met Bahia om de leiding over de Braziliaanse productie. In 2017 verkreeg Pará voor het eerst de leiding. In 2019 oogstten mensen uit Pará 135 duizend ton cacao en Bahianen 130 duizend ton. Het cacaobestanddeel van Bahia is praktisch drie keer zo groot als dat van Pará, maar de productiviteit van Pará is praktisch drie keer zo groot. Enkele factoren die dit verklaren zijn: de gewassen in Bahia zijn meer extractivistisch, en die in Pará hebben een modernere en commerciële stijl, naast paraenses die productievere en resistentere zaden gebruiken, en hun regio biedt weerstand tegen Heksenbezem.
In 2018 bekleedde Pará de 6e nationale positie in de productie van banaan.
In sojaboon oogstte Pará in de oogst van 2019 1,8 miljoen ton. 
In 2018 had Pará de op vier na grootste kudde vee in Brazilië, met 20,6 miljoen stuks vee. De gemeente São Félix do Xingu is de grootste van het land, met 2,2 miljoen dieren. Marabá is in aantal de 6e gemeente van het land, met 1 miljoen dieren. In de ranglijst van de 20 belangrijkste kuddes heeft Pará zeven namen. Een deel hiervan is te wijten aan het feit dat een aantal gemeenten van Pará een gigantisch grondgebied hebben.
In 2017 was Pará in de sector ijzererts de op één na grootste nationale producent, met 169 miljoen ton (van de 450 miljoen die het land produceerde), met een waarde van R $ 25,5 miljard. In koper produceerde Pará bijna 980 duizend ton (van de 1,28 miljoen ton in Brazilië), met een waarde van R $ 6,5 miljard. In aluminium (bauxiet) voerde Pará bijna de gehele Braziliaanse productie uit (34,5 van 36,7 miljoen ton) voor een waarde van R $ 3 miljard. In mangaan produceerde Pará een groot deel van de Braziliaanse productie (2,3 van 3,4 miljoen ton) met een waarde van R $ 1 miljard. In goud was Pará de op twee na grootste Braziliaanse producent, met 20 ton tegen een waarde van R $ 940 miljoen. In nikkel zijn Goiás en Pará de enige twee producenten in het land, waarbij Pará de tweede is in productie, die 90 duizend ton heeft verkregen met een waarde van R $ 750 miljoen. In tin is Pará de derde grootste producent (4,4 duizend ton, met een waarde van R $ 114 miljoen). Pará had 42,93% van de waarde van de gecommercialiseerde mineraalproductie in Brazilië, met bijna R $ 38 miljard.
Vanwege de nabijheid van de ijzerertsmijnen werd Siderúrgica Norte Brasil (Sinobras) gecreëerd in Marabá. In 2018 produceerde het bedrijf 345 duizend ton ruw staal, van de 35,4 miljoen die in het land werden geproduceerd.
Pará had in 2017 een industrieel bbp van R $ 43,8 miljard, wat overeenkomt met 3,7% van de nationale industrie. Er werken 164.989 werknemers in de industrie. De belangrijkste industriële sectoren zijn: winning van metallische mineralen (46,9%), industrieel openbaar nut, zoals elektriciteit en water (23,4%), bouw (14,8%), metallurgie (4,3%) en voeding (4,3%). Deze 5 sectoren concentreren 93,7% van de industrie van de staat.

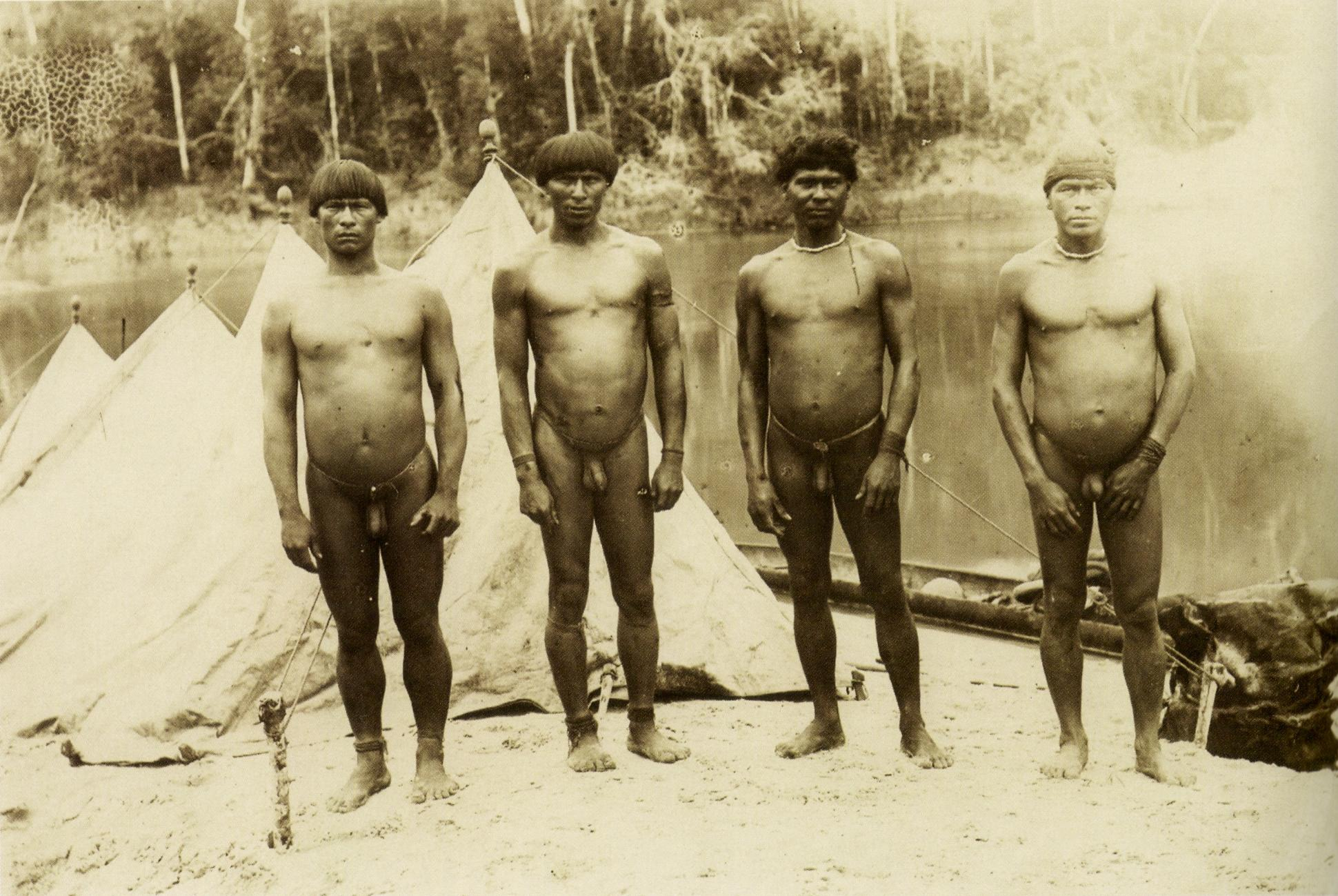
Mehinako indianen in Pará aan de Xingu in 1894

### Indianen- en natuurreservaten
Pará heeft ook een groot aantal natuur- en indianenreservaten.